# Corwen and Bala Railway
Die Corwen and Bala Railway war eine britische Eisenbahngesellschaft im Norden von Wales.
Die Gesellschaft wurde am 30. Juni 1862 gegründet, um eine Bahnstrecke von Corwen nach Bala entlang des Dee zu errichten. In Corwen bestand ein Übergang zur Llangollen and Corwen Railway und in Bala zur Bala and Dolgelly Railway. Der erste Abschnitt bis Llandrillo wurde am 16. Juli 1866 eröffnet und am 1. April 1866 war die gesamte Strecke befahrbar.
Die Gesellschaft wurde hauptsächlich durch die Great Western Railway finanziert, die auch den Betrieb übernahm. Am 7. August 1896 wurde die Corwen und Bala Railway durch die GWR übernommen.